# Biserica de lemn Sfântul Gheorghe din Voiteștii din Vale

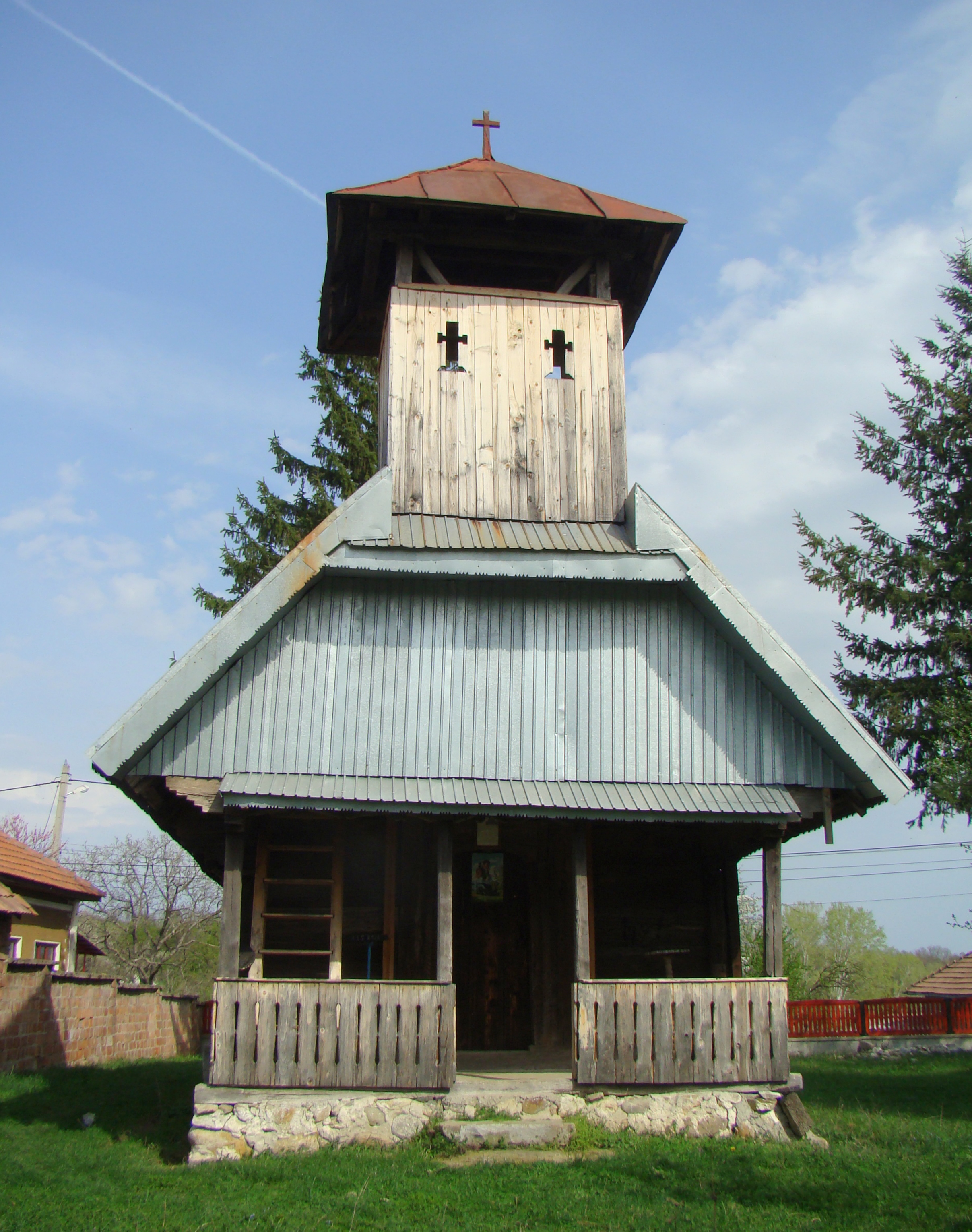
Biserica de lemn „Sfântul Mare Mucenic Gheorghe” din Voiteștii din Vale, comuna Bălănești, județul Gorj, foto: aprilie 2018.

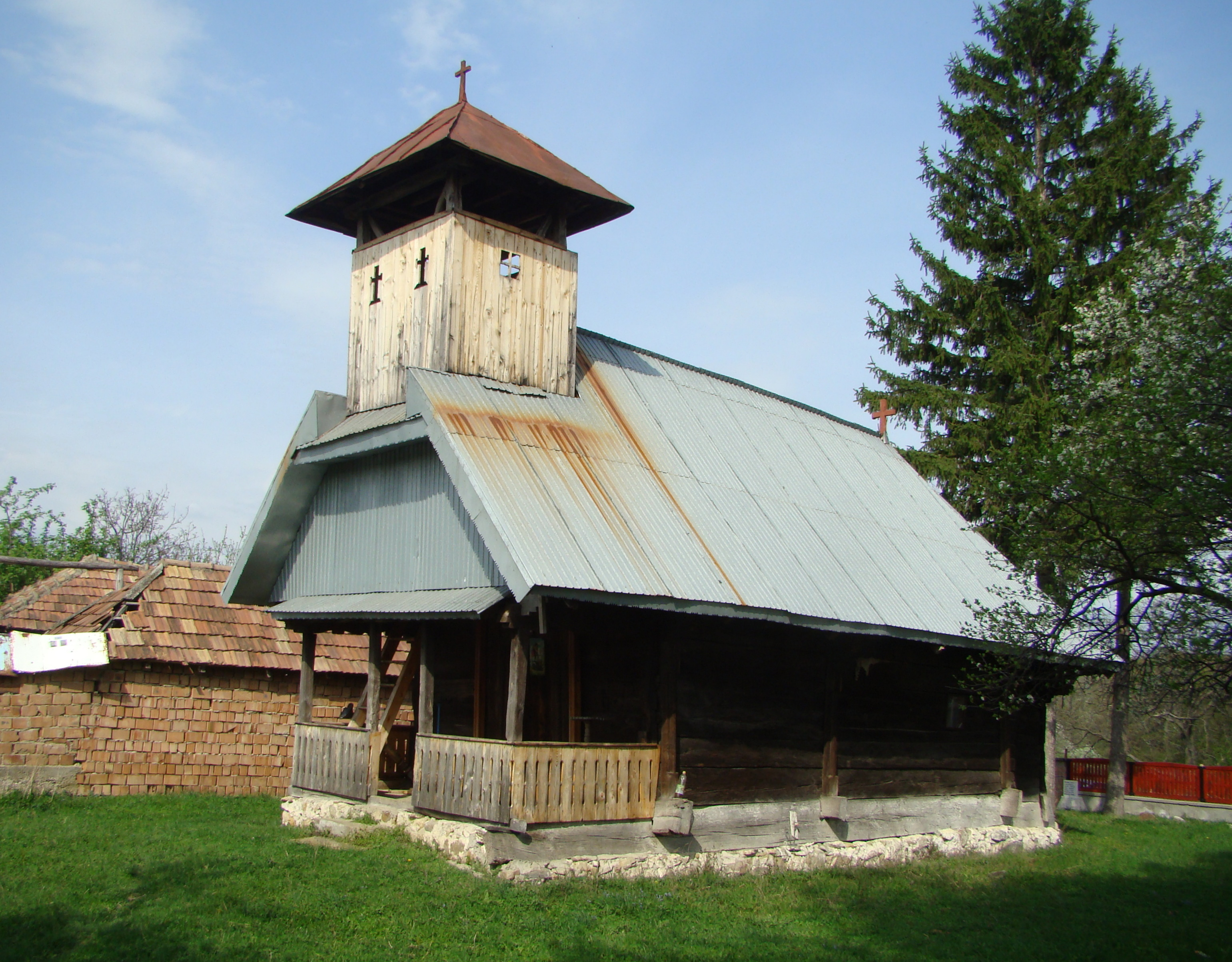
Biserica (sud-vest)

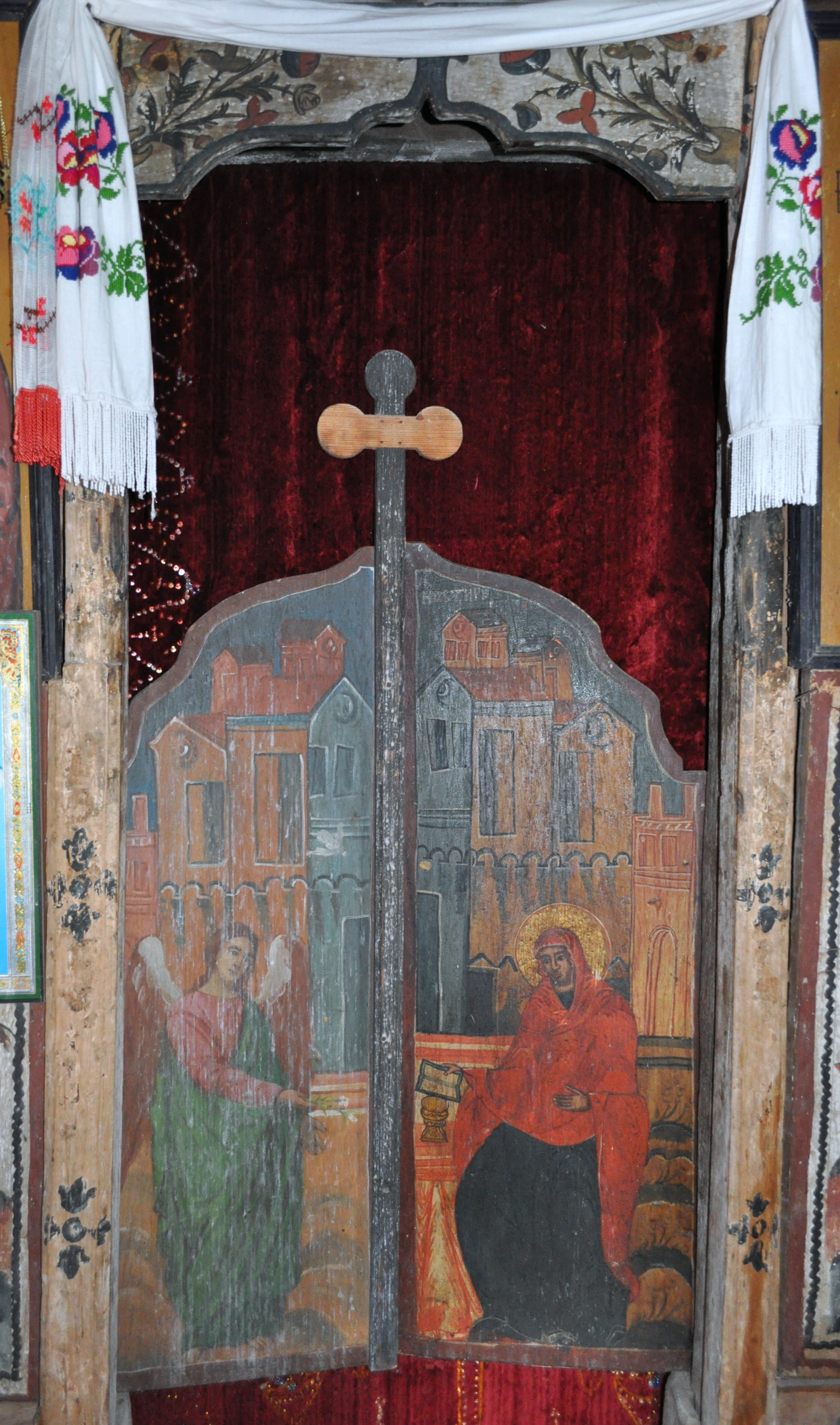
Uşile împărăteşti: „Buna Vestire”

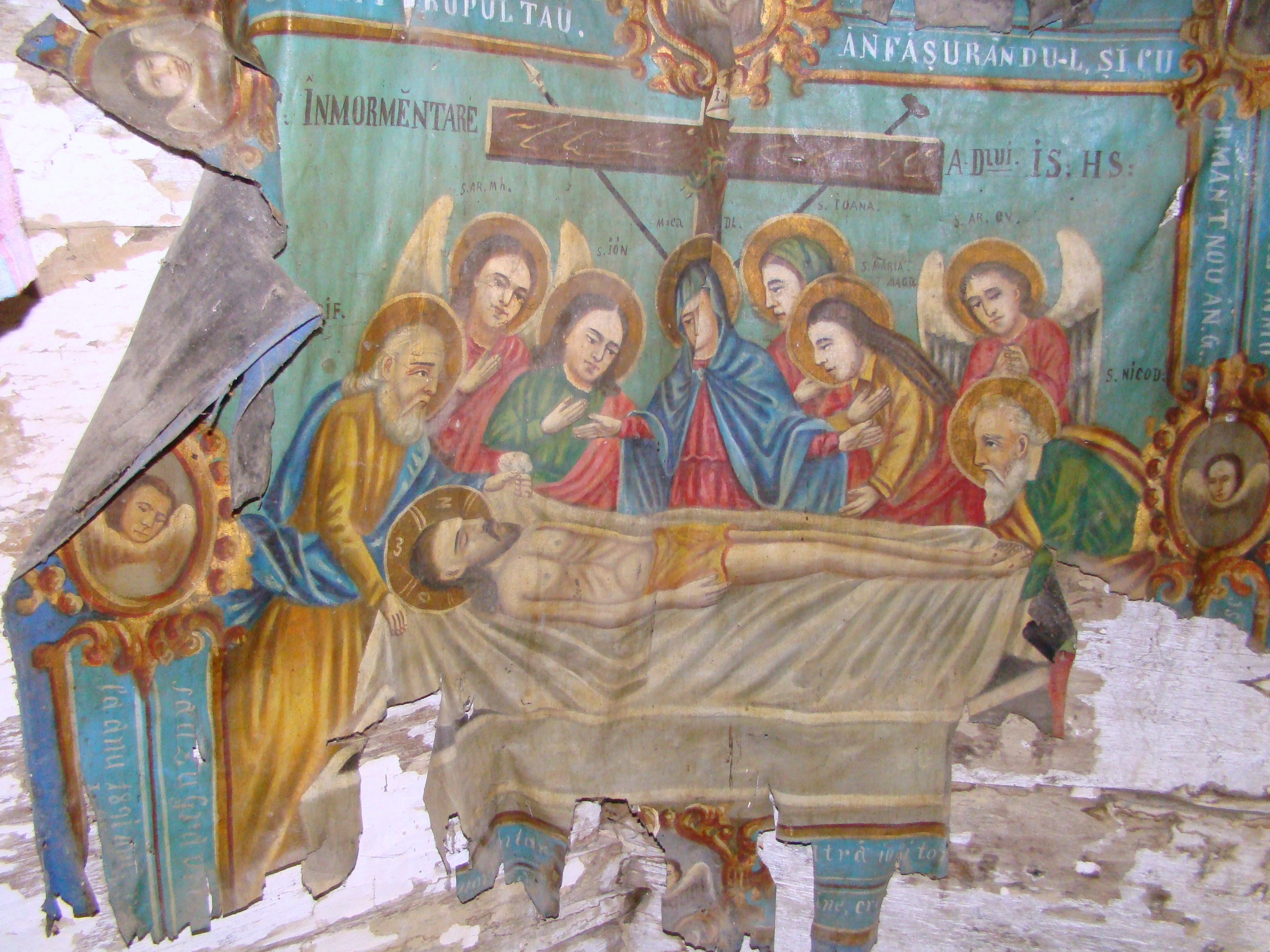
Epitaful

Biserica de lemn „Sfântul Mare Mucenic Gheorghe” din Voiteștii din Vale, comuna Bălănești, județul Gorj, a fost construită în anul 1832. Biserica se află pe lista monumentelor istorice sub codul LMI:  GJ-II-m-B-09459.

## Istoric și trăsături
Biserica este clădită din bârne de lemn, netencuită, pe o temelie de piatră; are formă de navă, cu un turn-clopotniță deasupra pronaosului și absida altarului decroșată, poligonală, cu cinci laturi. Anul construcției este 1832, istoricul acestei biserici putând fi dedus și din pisania, cu litere chirilice, înscrisă pe o scândură deasupra ușilor împărătești: „Această Sfântă și Dumnezeiască Biserică s-a ridicat în zilele prea luminatului și prea înălțatului nostru împărat N. Pavlovici I, cu blagoslovenia preasfințitului părintelui nostru Neofit. Au ajutorat popa Dinu Tacșău T1.100, au mai ajutorat Pătru Niculescu T1.100; au mai ajutorat dl.Iancu Poenaru, cu lemnele jumătate ale bisericii, Matei Drăgoescu cu T1.30, Pătru lui Sin cu T1.30 prestotu, Ștefan Brebu cu T1.20, Radu Tașcău cu T1.30, Nicolae Sfenea cu T1.30, Pătru Ponea cu T1.30, Măriuța Dometie Promonahu, Petru Rebedea T1.50, Pătru Bărbuț, Mihai Tașcău, Dumitru Șerban, Dinu Bărbuț T1.20”. A avut plantat în dosul altarului un brad falnic, care era o adevărată podoabă a locului, dar care a fost rupt de o furtună în anul 1951. Era cunoscută în împrejurimi sub numele de „Biserica de la brad”. 
A fost jefuită de trupele de ocupație în anul 1916. În anul 2004, a fost acoperită cu tablă.

## Imagini din exterior

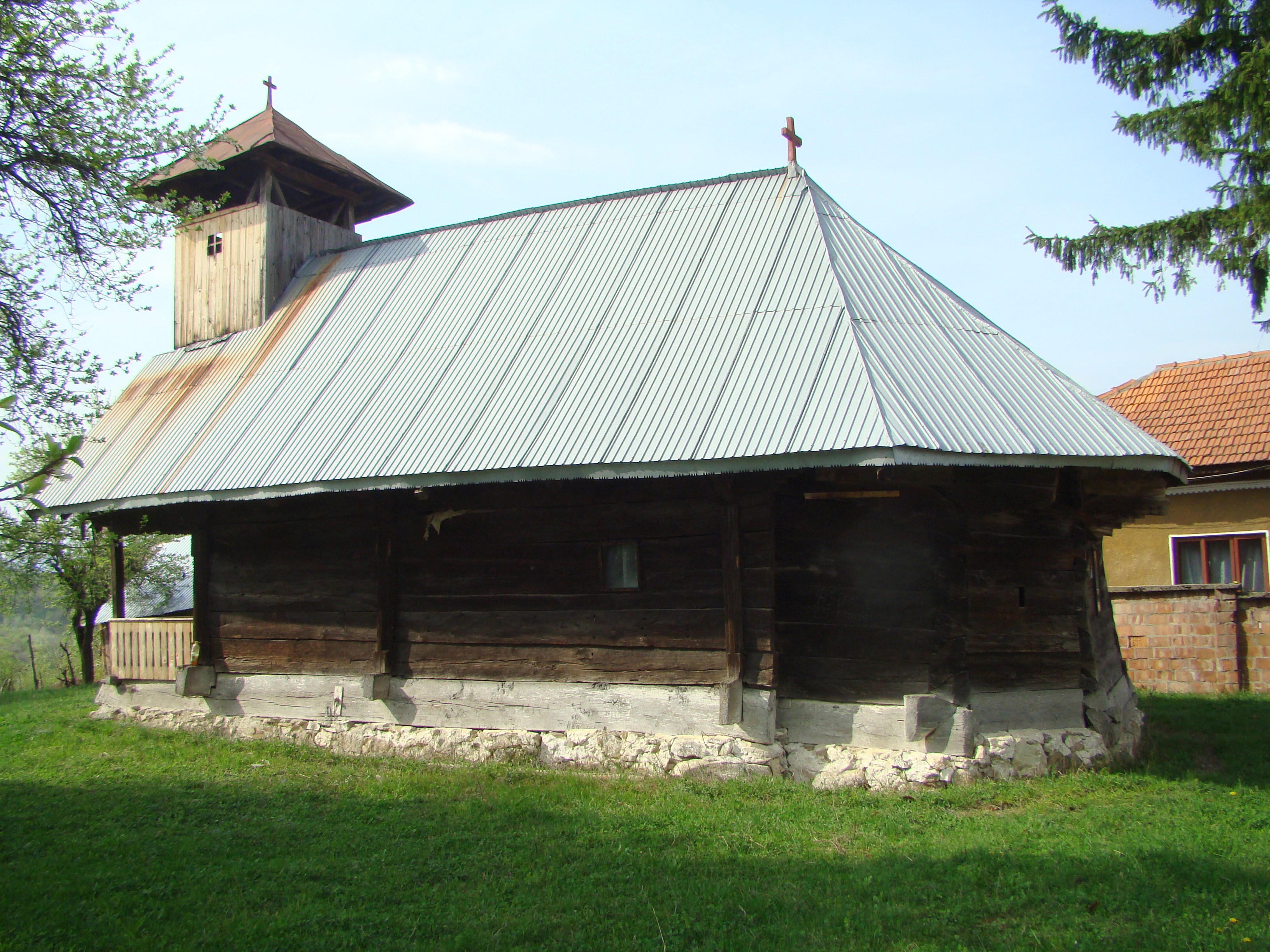
Biserica (sud-est)
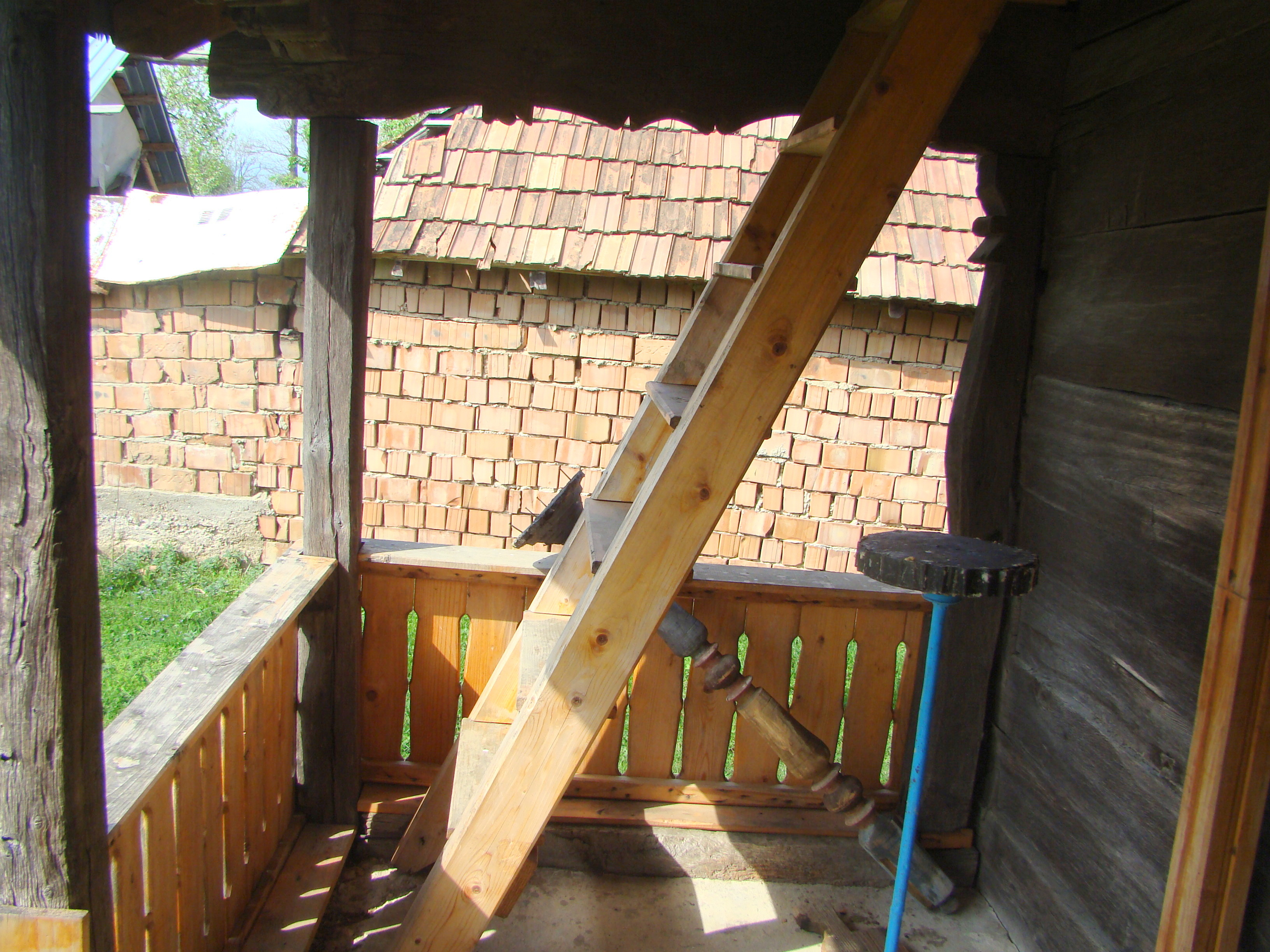
Pridvorul
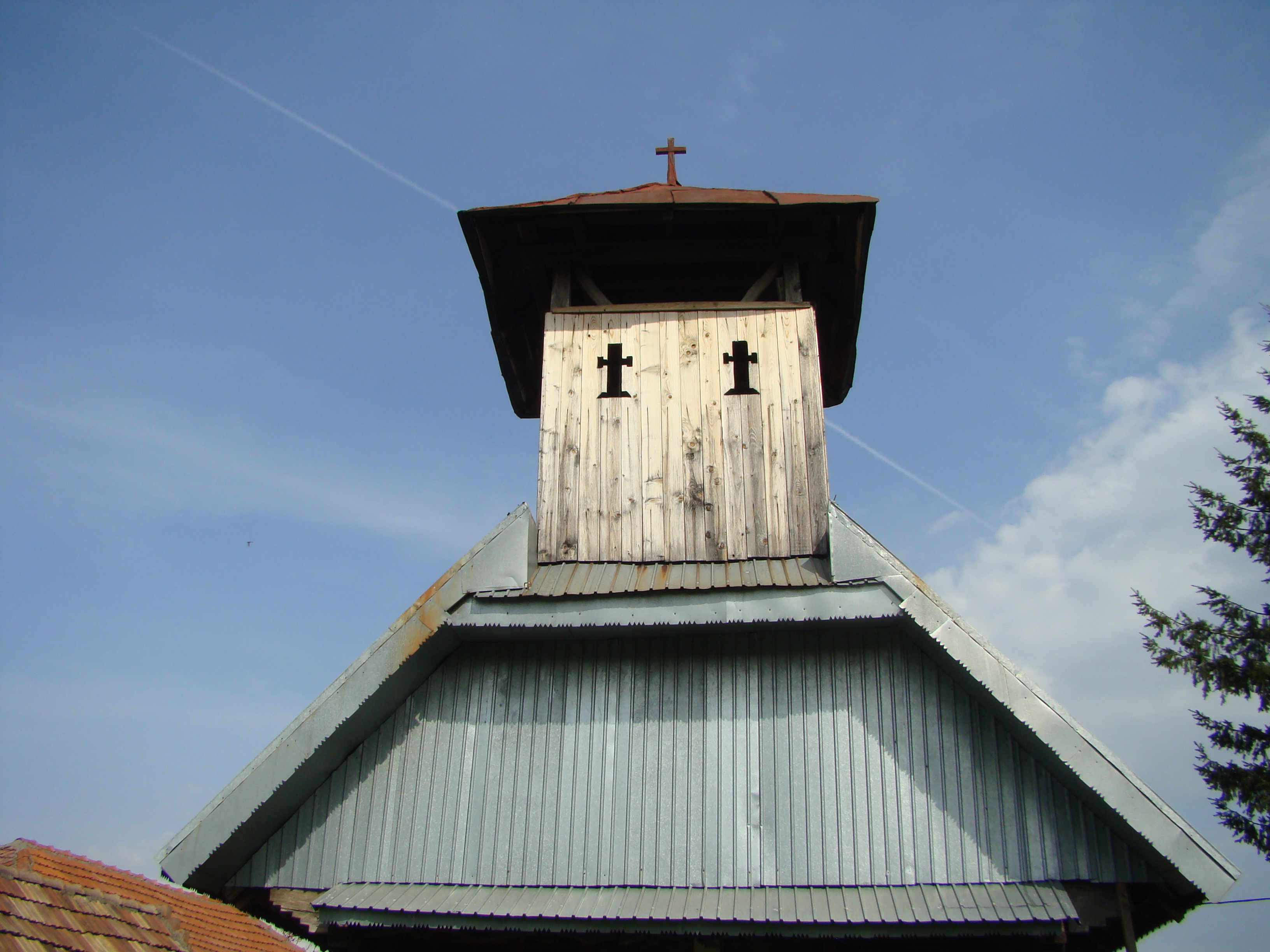
Turnul
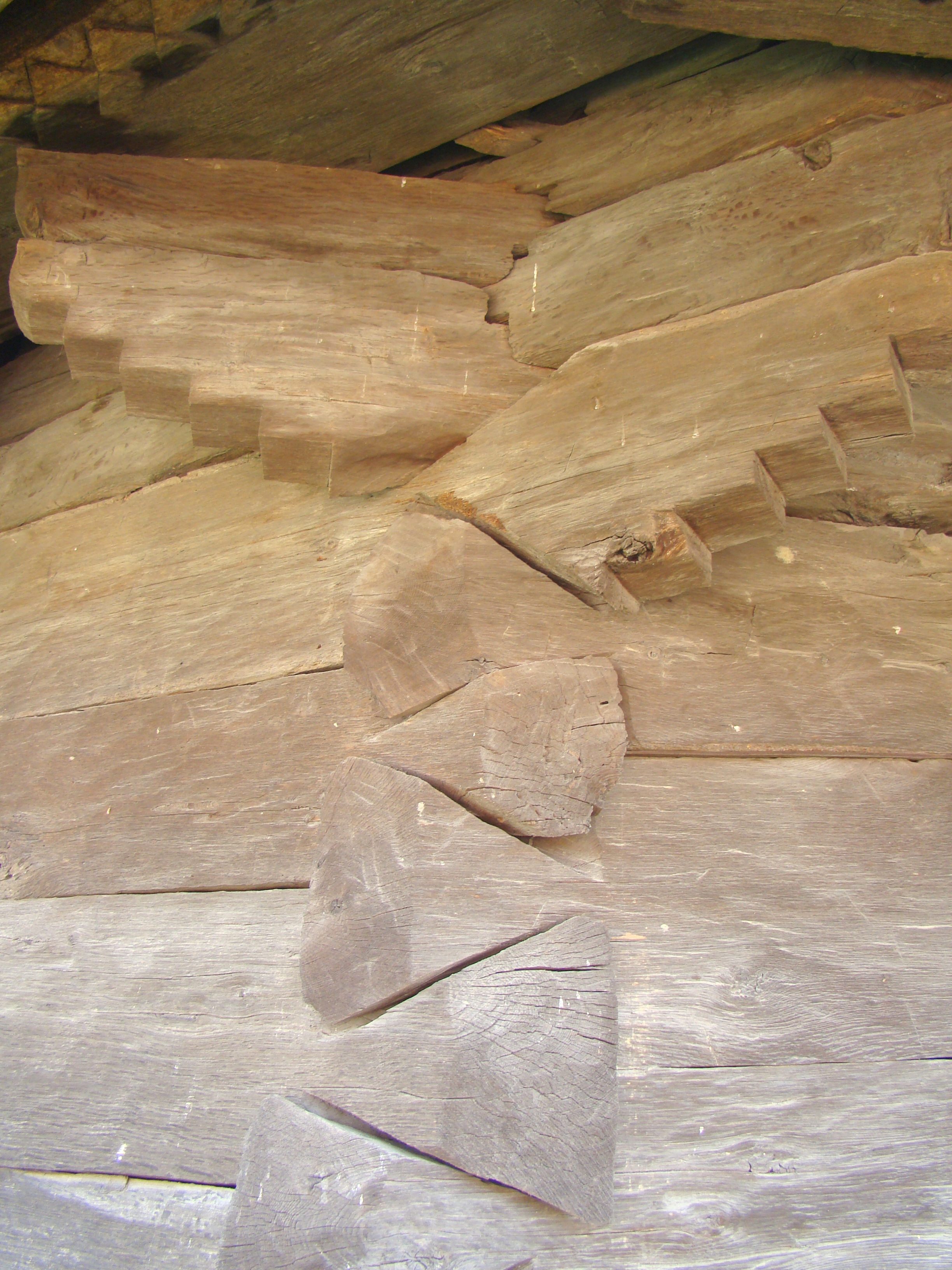
Console
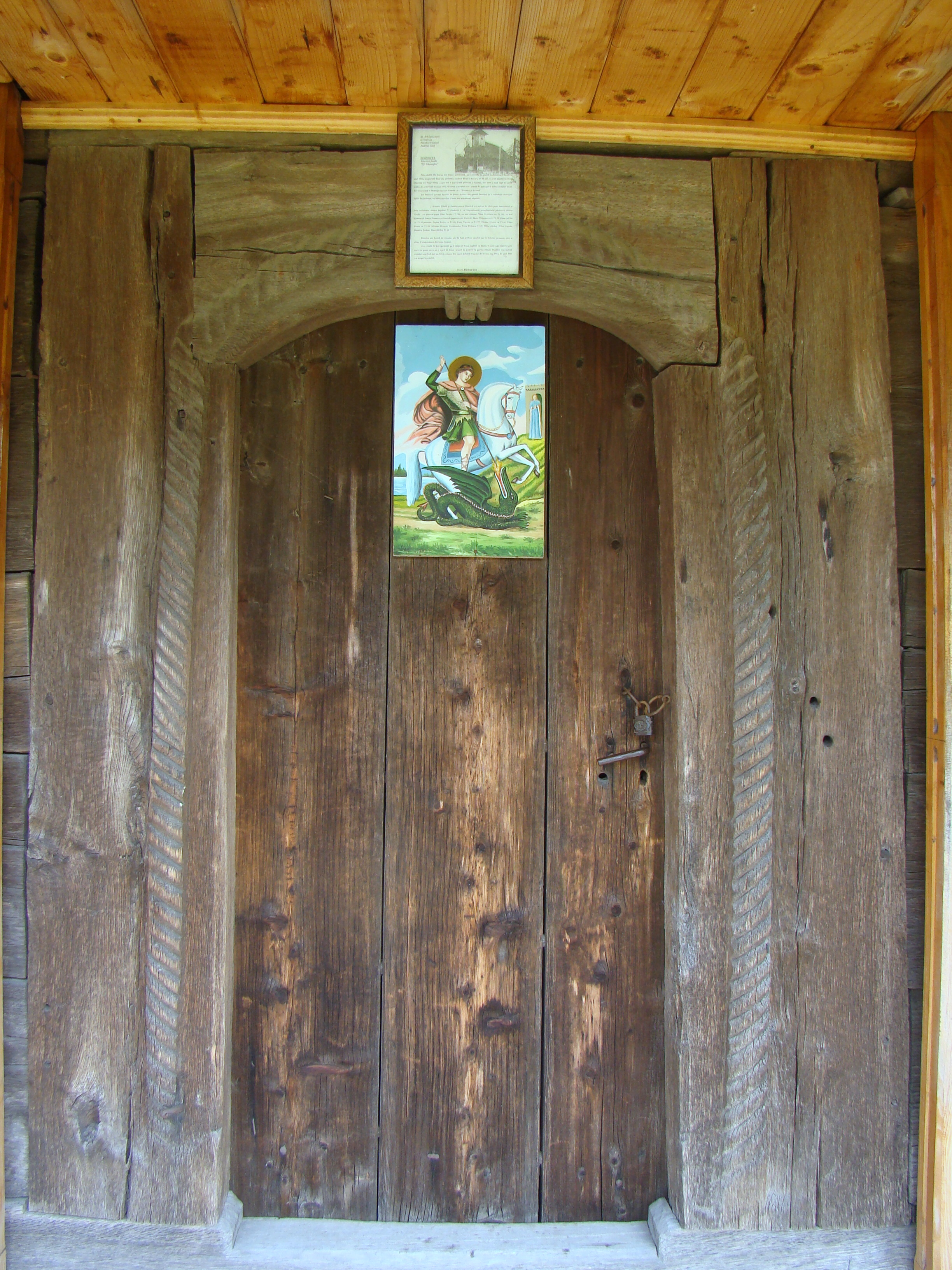
Portalul
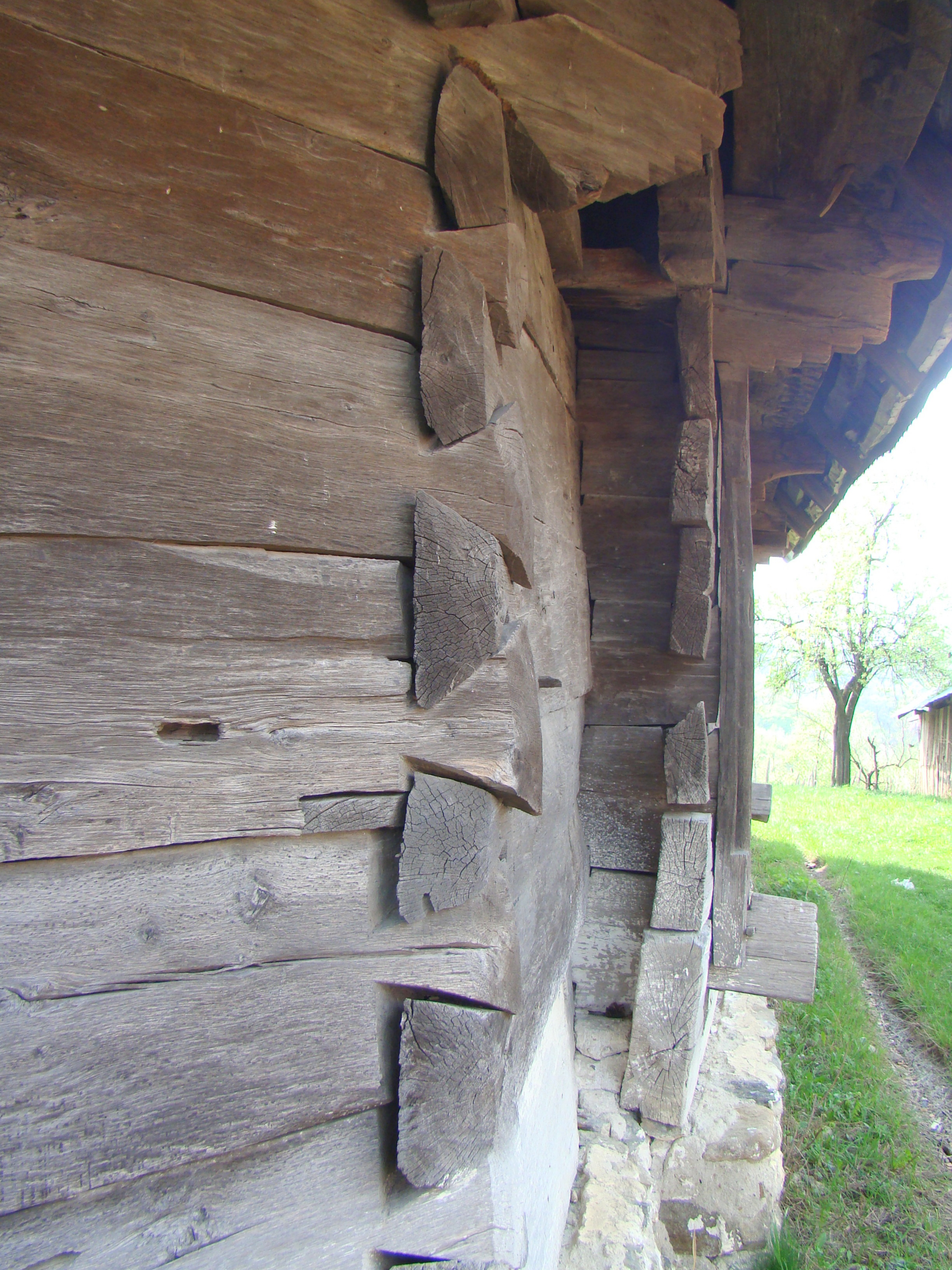
Îmbinări şi decroşul absidei altarului
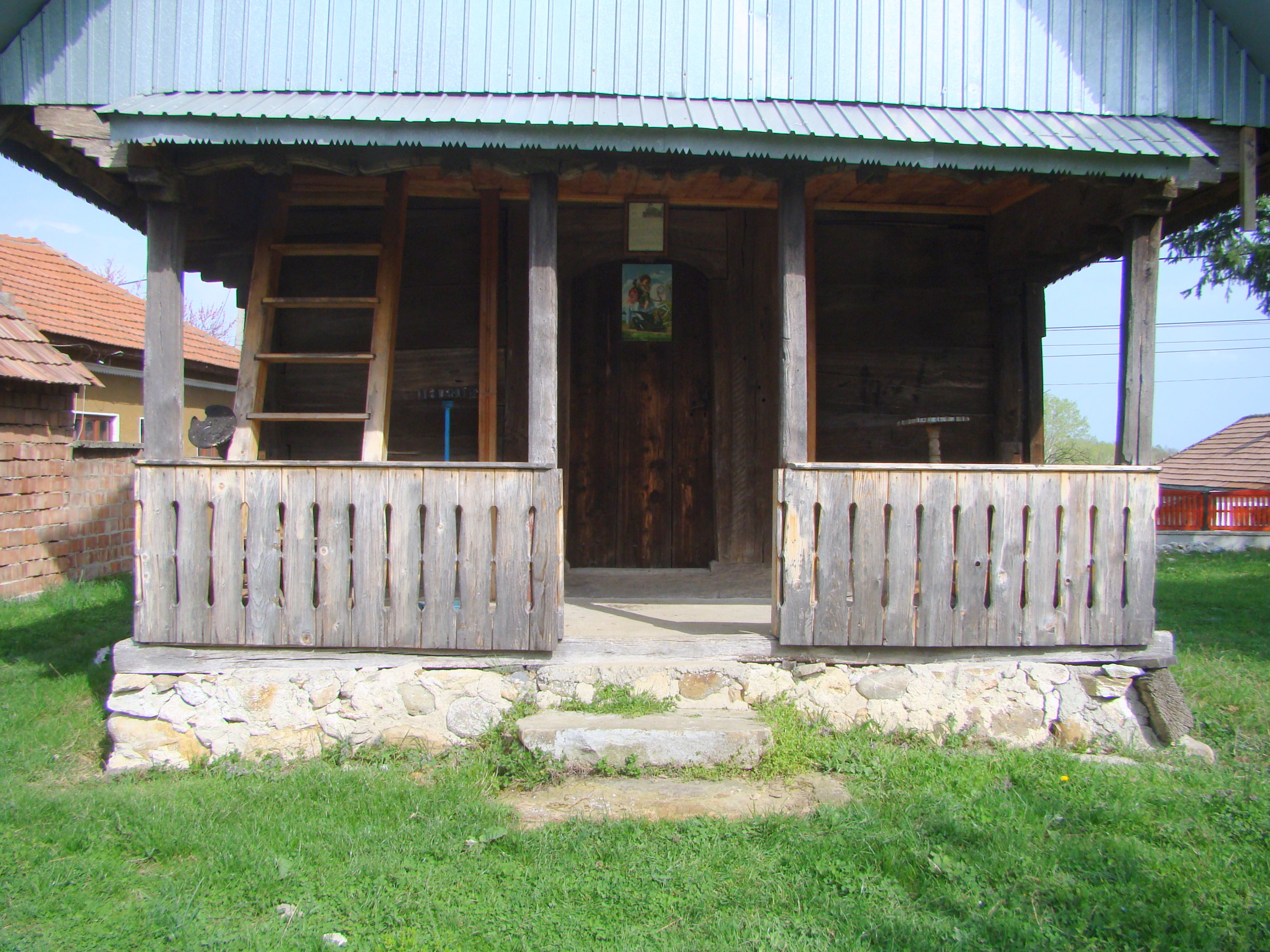
Pridvorul
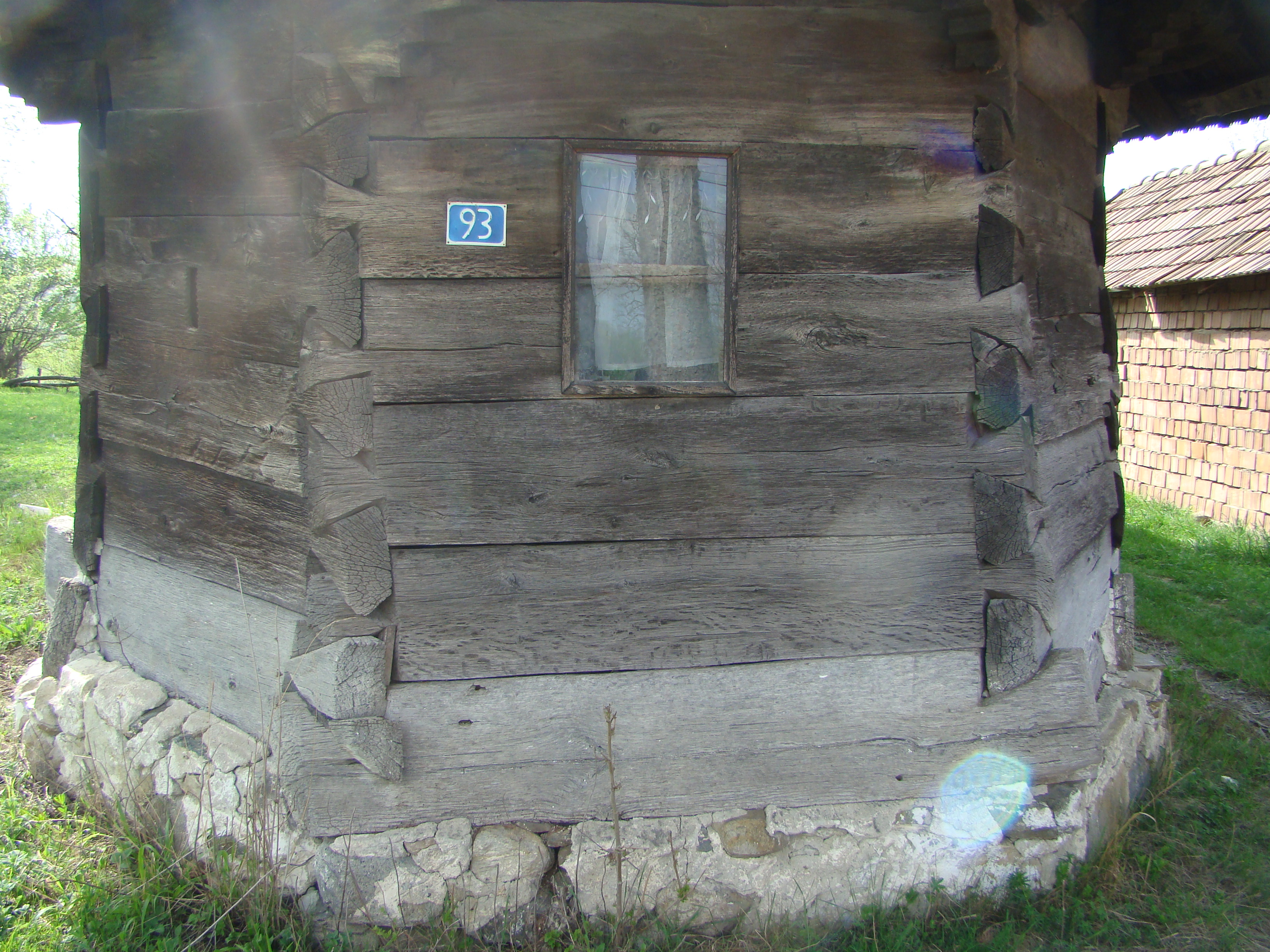
Dosul altarului
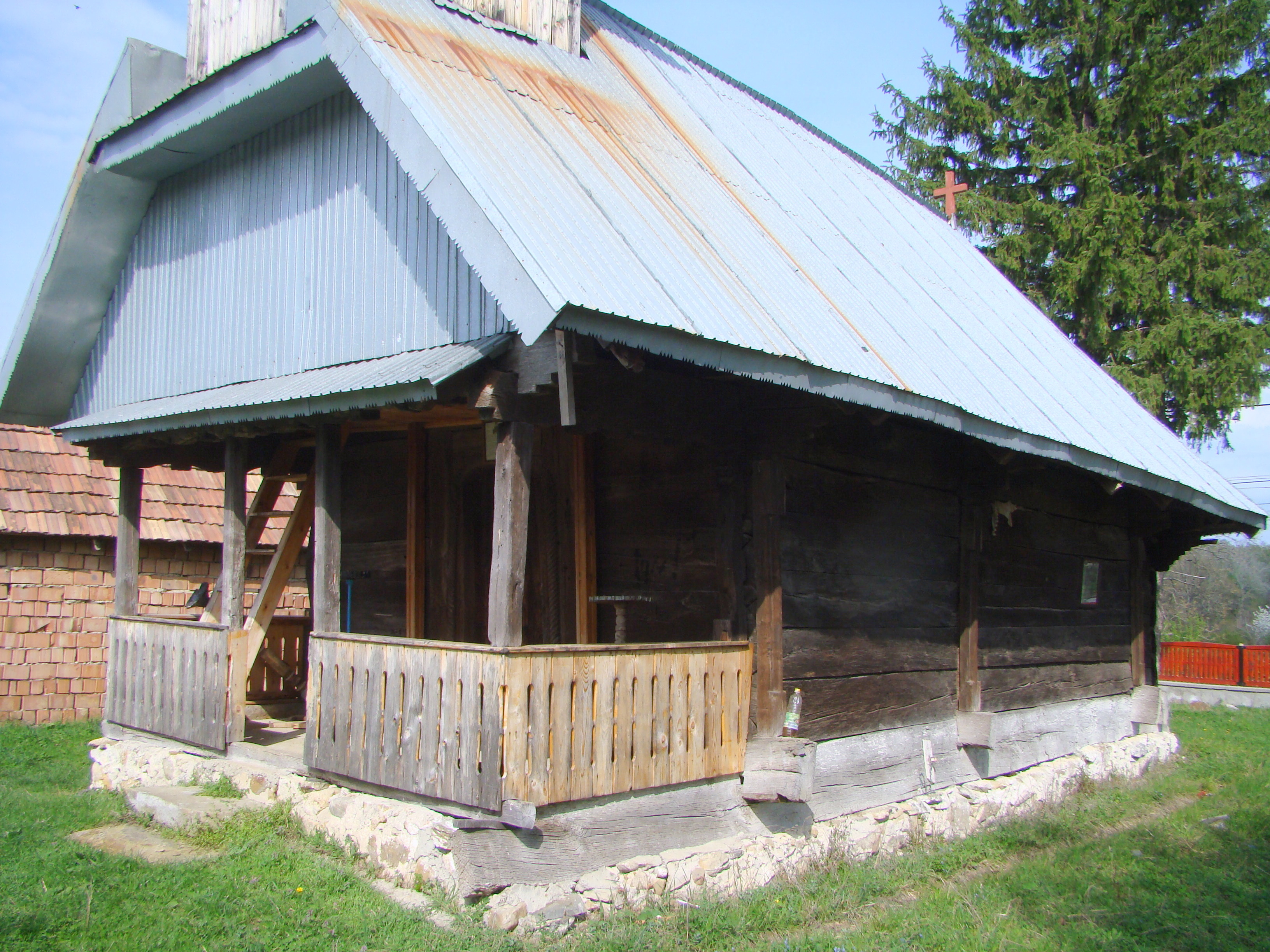
Butea bisericii

## Imagini din interior

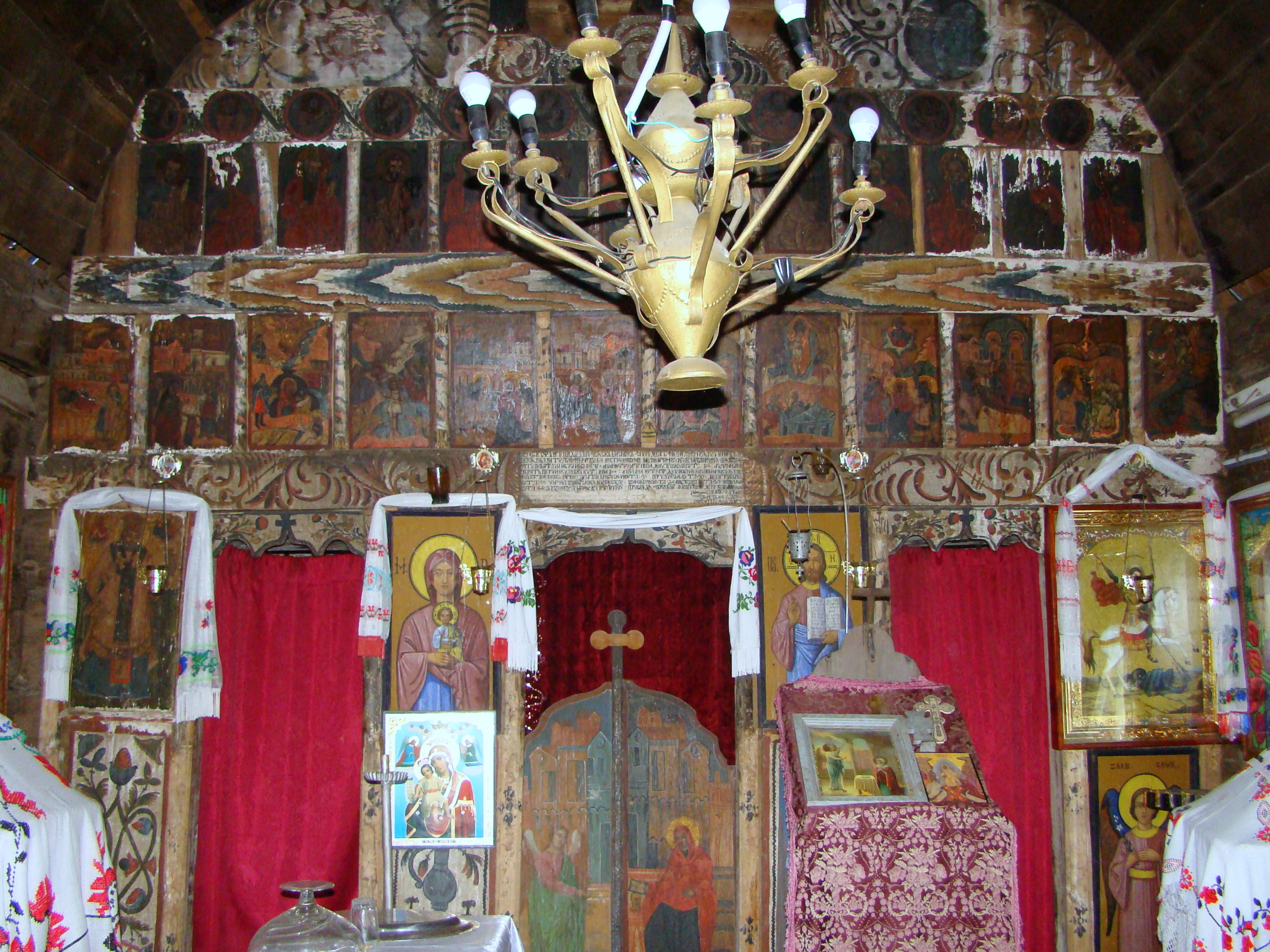
Nava spre iconostas
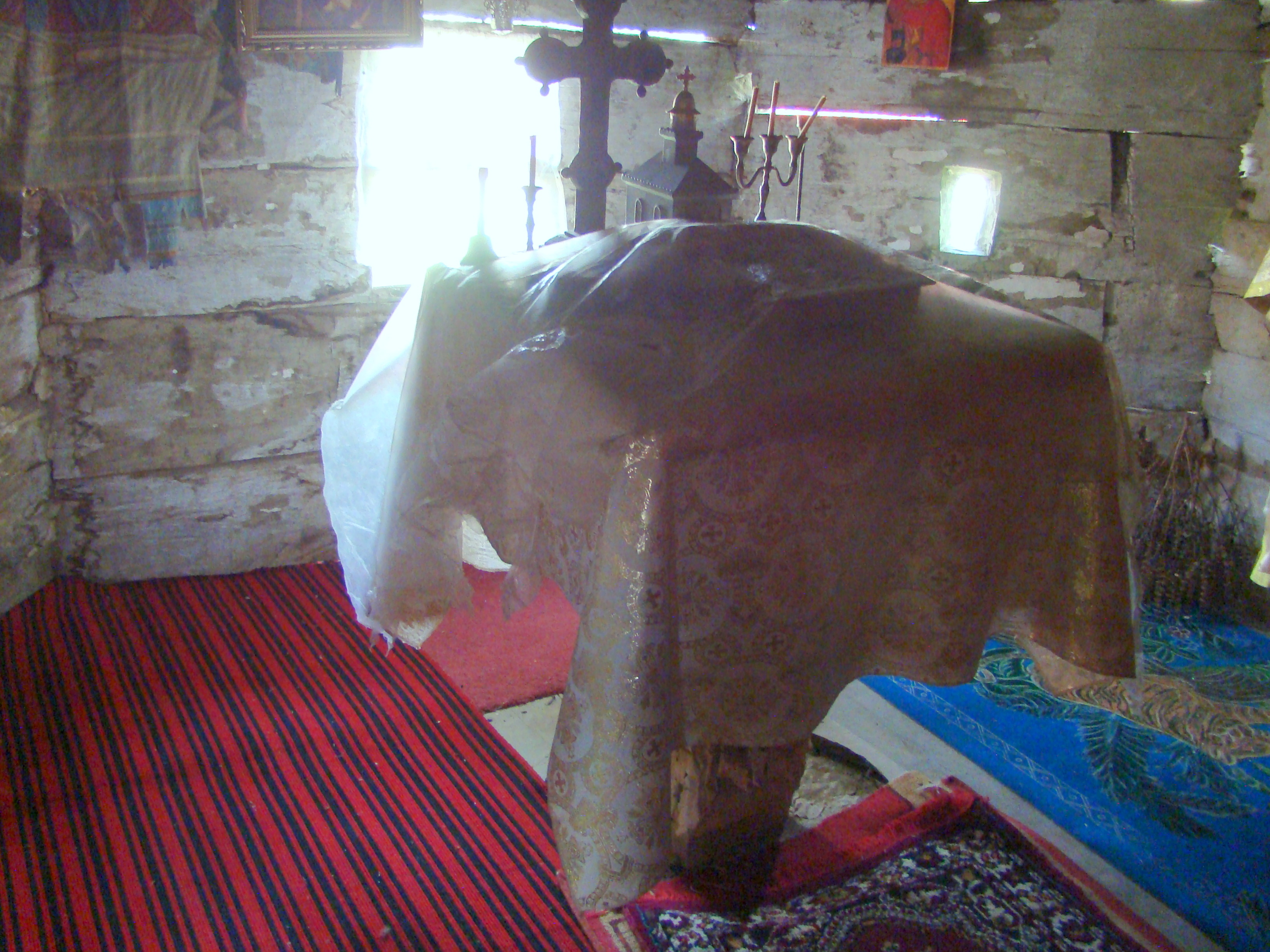
Masa altarului
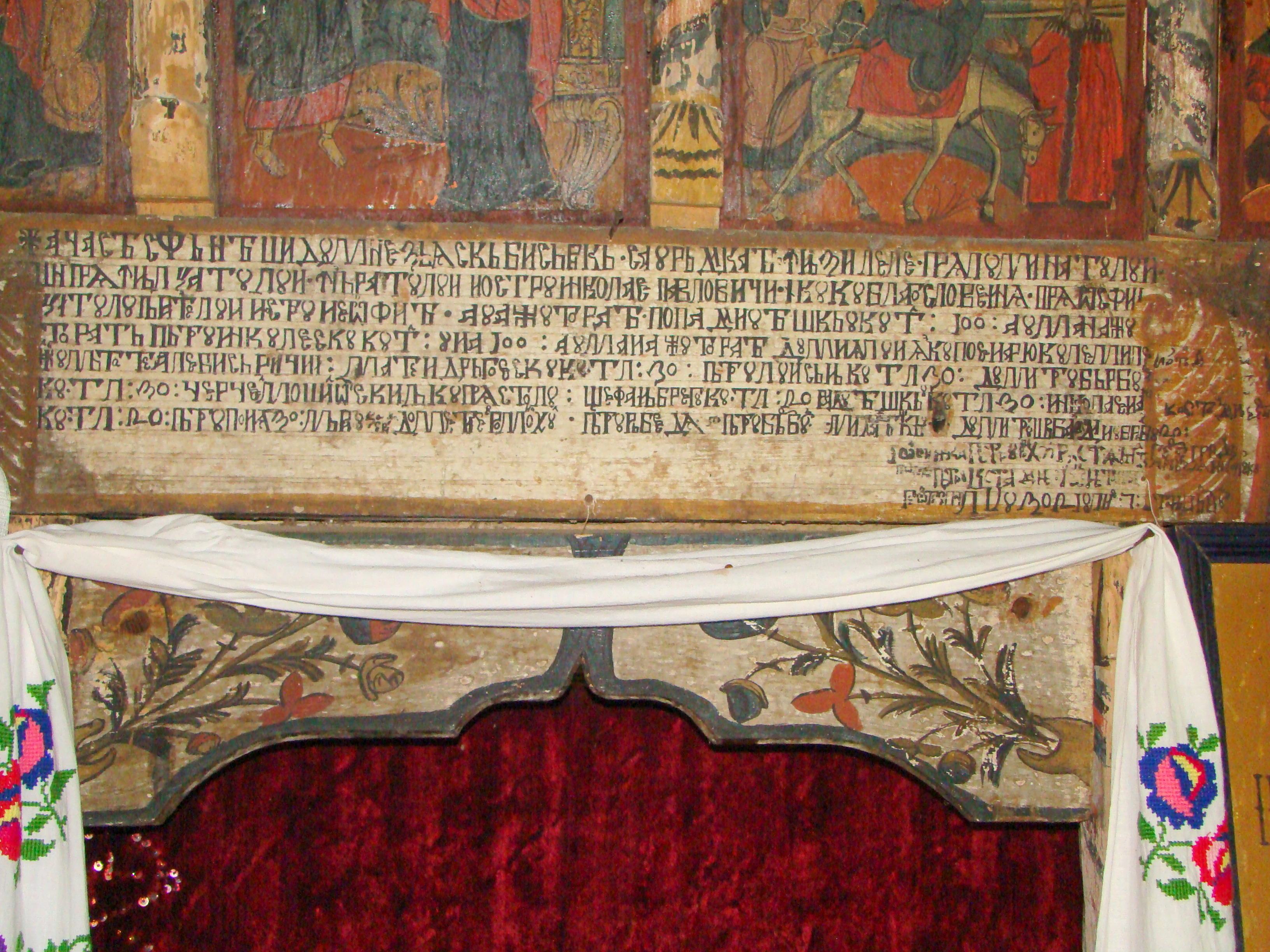
Pomelnicul ctitorilor
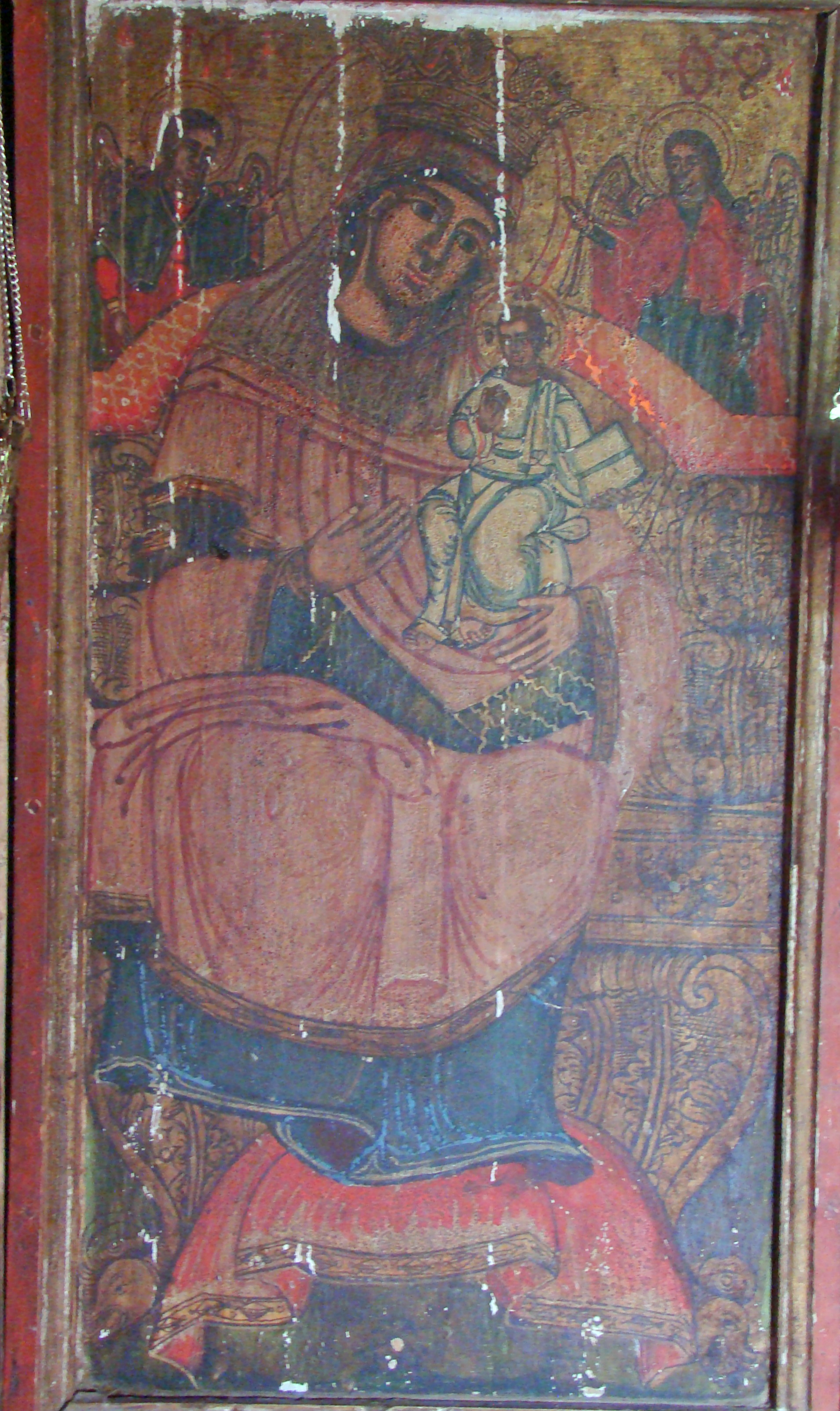
Maica Domnului cu pruncul
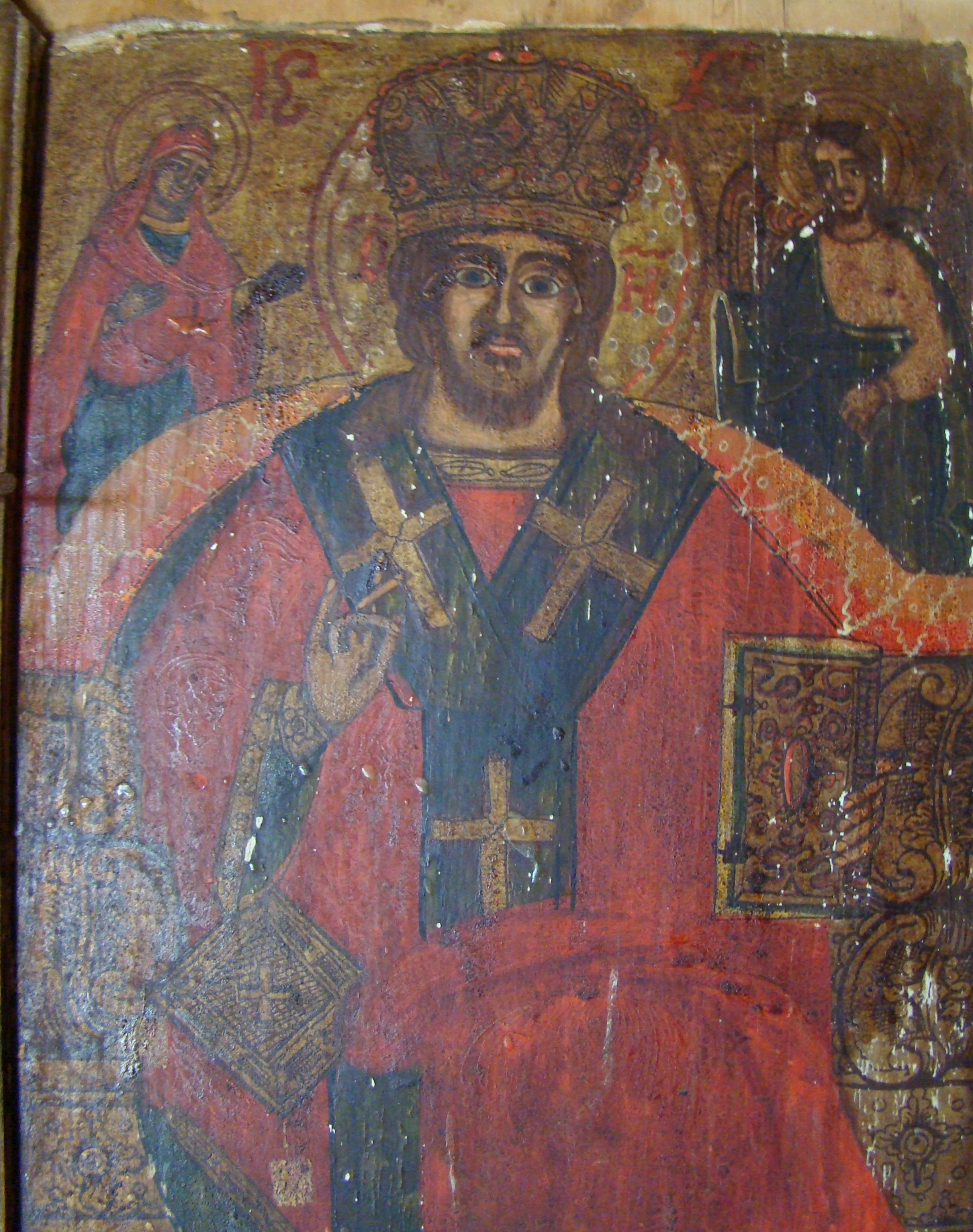
Icoana Mântuitorului
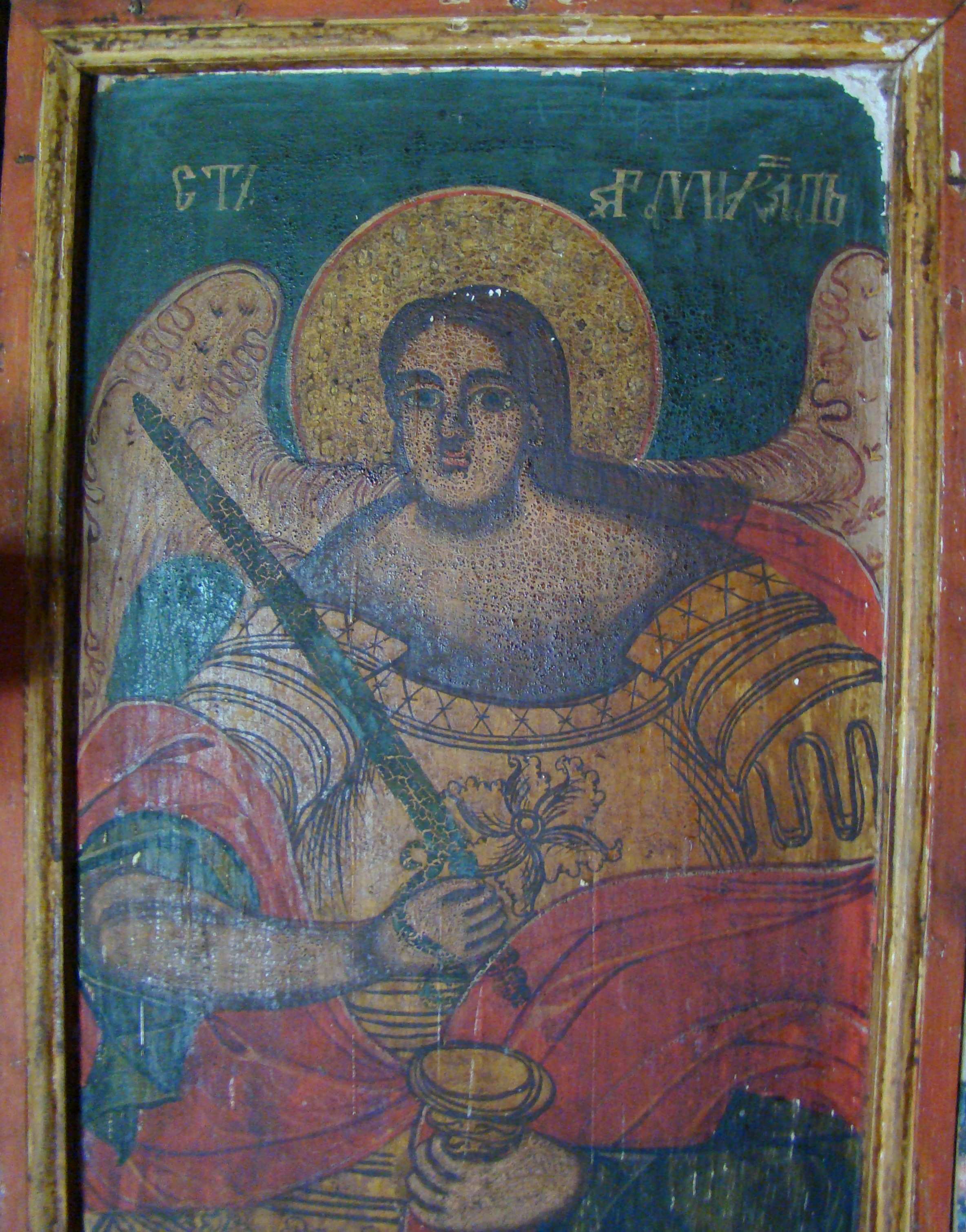
Arhanghelul Mihail
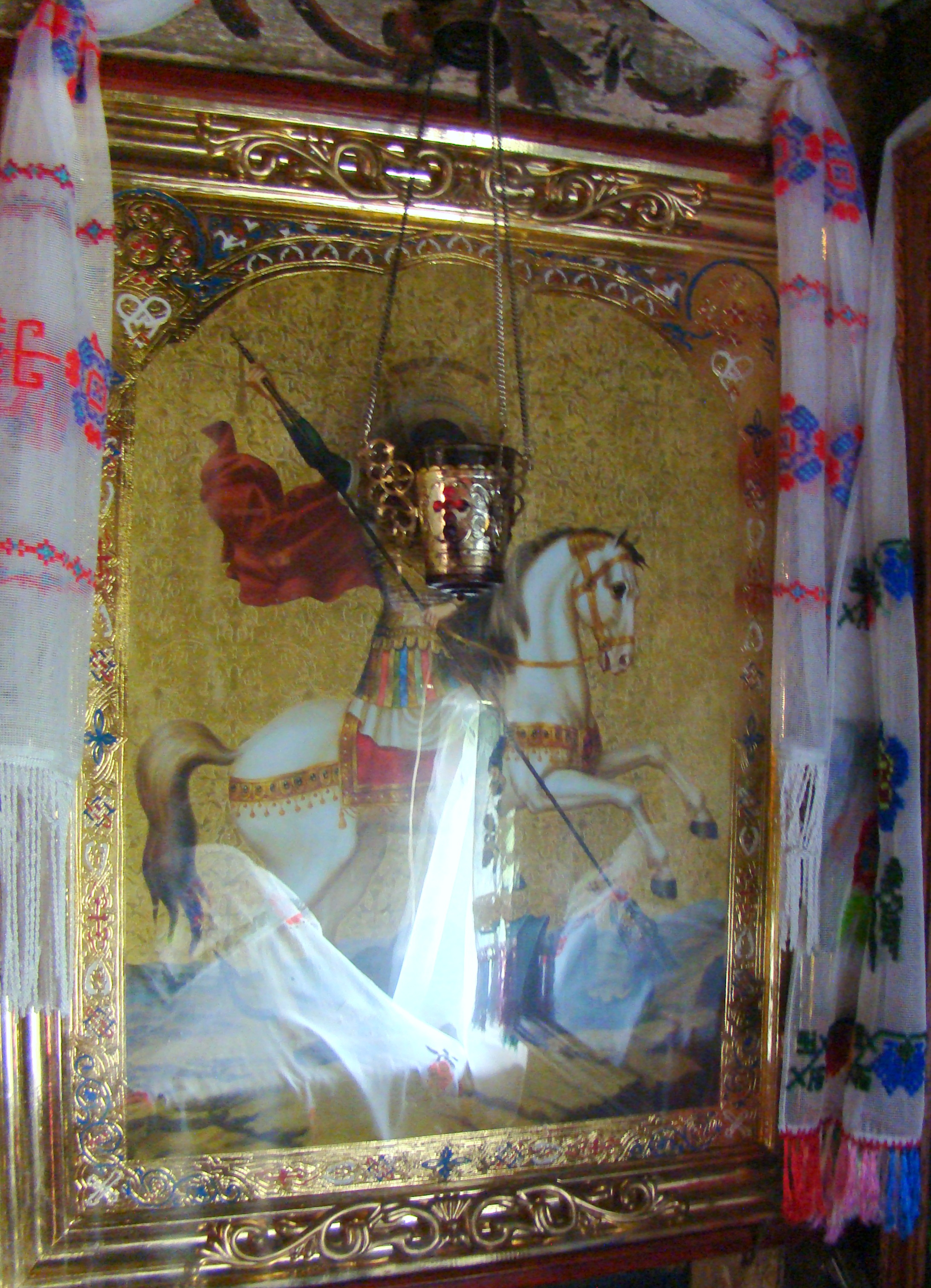
Icoana de hram
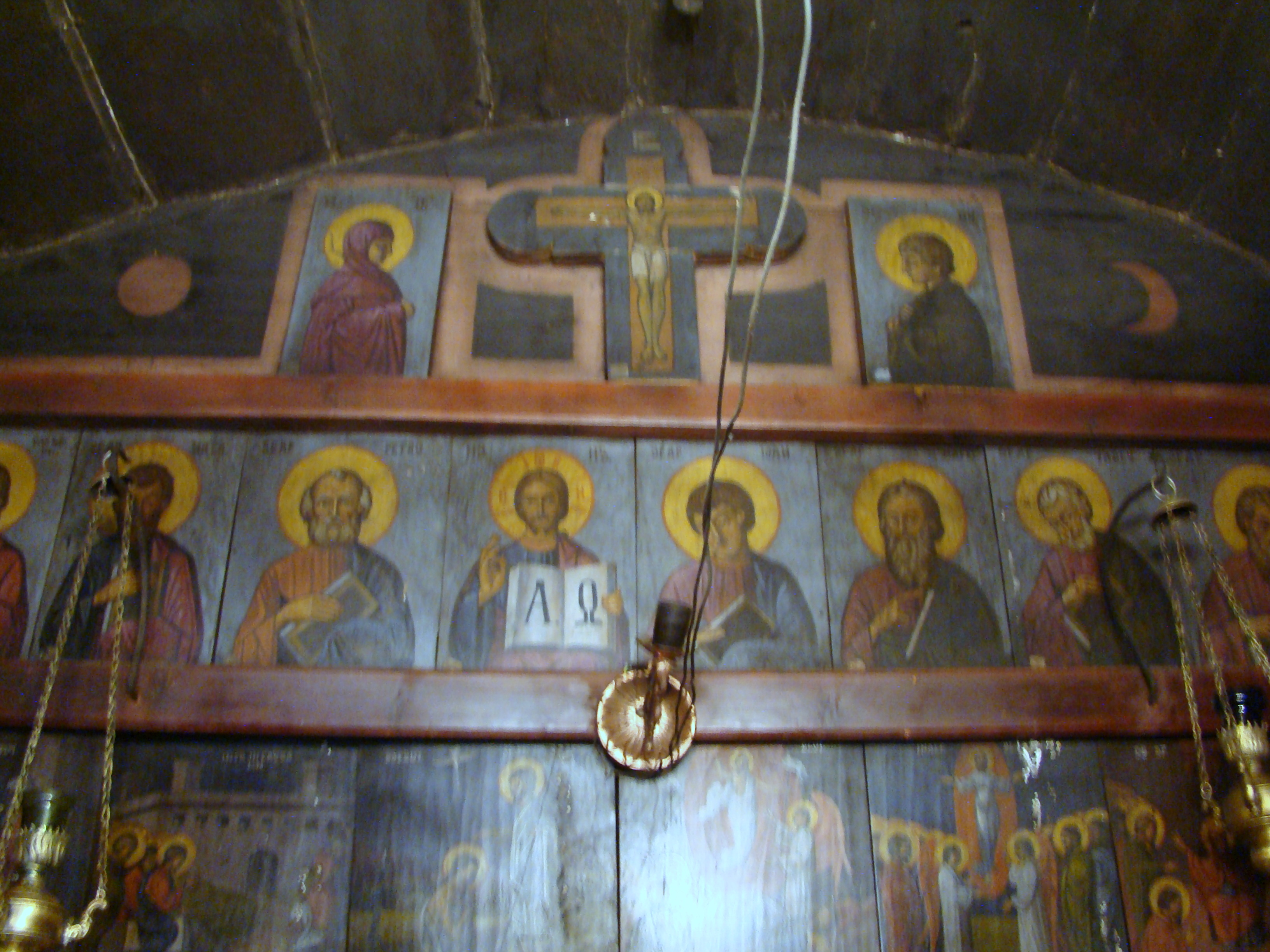
Catapeteasma (detaliu)
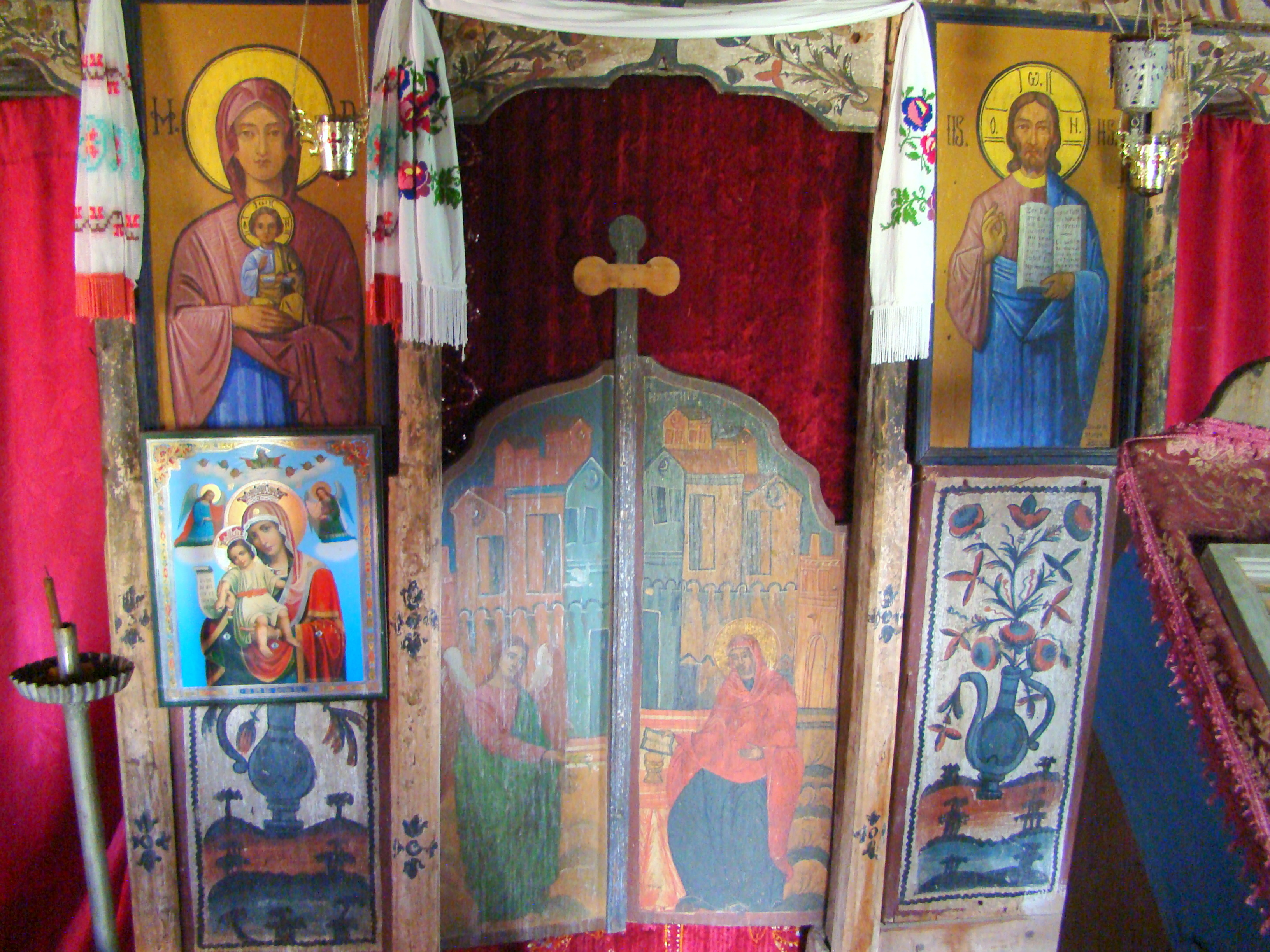
Uşi şi icoane împărăteşti